# Іван Хреститель (Леонардо да Вінчі)
«Іван Хреститель» — картина італійського художника Леонардо да Вінчі. Написана у проміжку між 1513 та 1516 роками. Розмір картини — 69 × 57 см. Зберігається у Луврі.

## Історія
Точна дата створення картини невідома. Схоже, що Леонардо привіз її до Франції під час візиту у 1516 році до замку Кло. Зокрема відомо, що 10 жовтня 1517 року він демонструє картину «молодого Івана Хрестителя» (разом із Святою Анною та Джокондою) кардиналові Луї Арагонському. Найімовірніше, усі три картини купив Франциск I в 1518 році, про це побічно свідчить документ про сплату учневі Леонардо великої суми «за декілька картин, проданих королеві».
Потім картина покинула королівську колекцію, обставини її продажу не відомі. У 1620-х роках вона опиняється біля герцога Льянкурського Роже дю Плессі, одного з найбільших колекціонерів французького живопису своєї епохи. Герцог подарував картину англійському королеві Карлу I у 1630-х роках, можливо до народження спадкоємця престолу. Незабаром після страти Карла I (1649 рік) картину купив купець Евергард Ябах, який перепродав її в 1662 році Людовику XIV. Більше картина не покидала французької королівської колекції та разом з нею була успадкована Лувром.